# Chiesa della Madonna del Latte (Montalcino)
La Chiesa della Madonna del Latte è un luogo di culto cattolico a Montalcino, nell'arcidiocesi di Siena-Colle di Val d'Elsa-Montalcino.

## Storia
Fu costruita probabilmente nel XVI secolo e venne ristrutturata nel 1756.

## Descrizione
Essa sorge fuori dal centro storico di Montalcino in posizione elevata, lungo via Osticcio, che era la strada principale per raggiungere la Maremma. La chiesa ha una struttura equilibrata, con una facciata a capanna intonacata, un'entrata preceduta da una scalinata in laterizio, ed un piccolo campanile a torre con quattro piccole campane. Si accede alla chiesa attraverso un portale rettangolare e centrale rispetto alla facciata, sormontato da una finestra anch'essa rettangolare. L'interno presenta un'unica navata rettangolare, con il presbiterio quadrangolare e separato dal resto della stanza, da un arco a tutto sesto. Quest'ultimo è chiuso da una volta a crociera, mentre il resto della chiesa da una volta a botte.

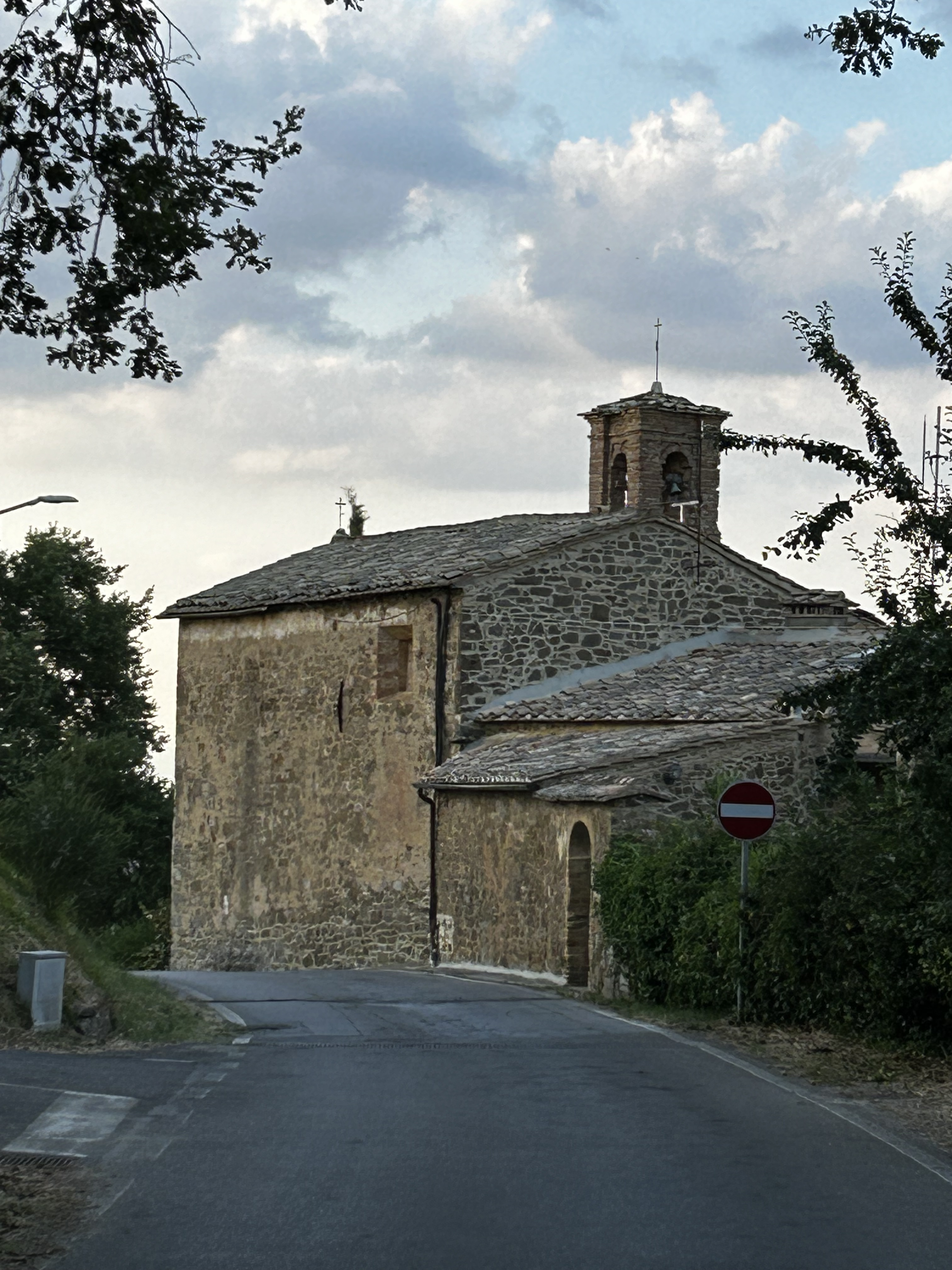
La chiesa vista da dietro
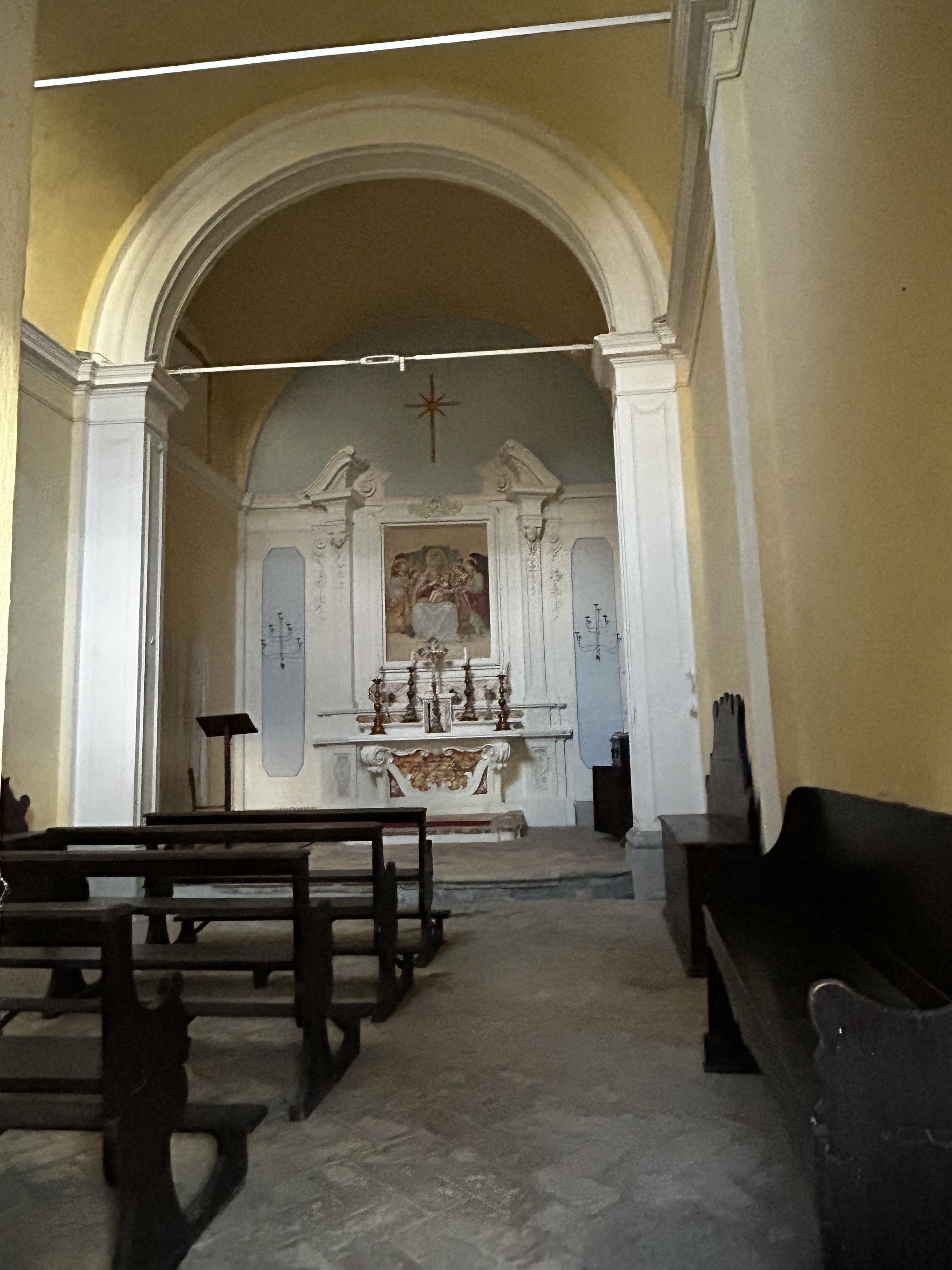
Gli interni
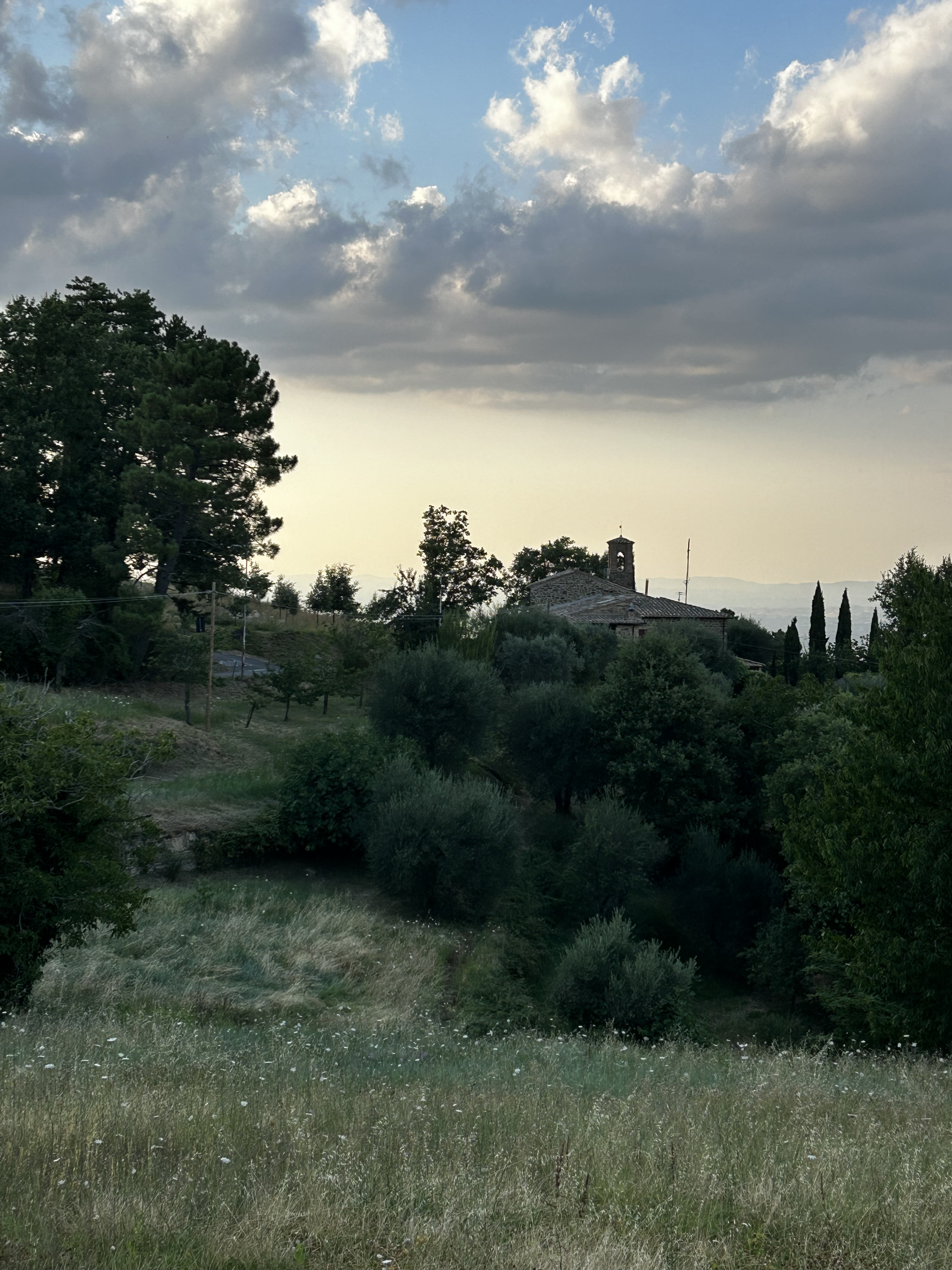
La chiesa vista da lontano